# Teucholabis morionella
Teucholabis morionella är en tvåvingeart som först beskrevs av Ignaz Rudolph Schiner 1868.  Teucholabis morionella ingår i släktet Teucholabis och familjen småharkrankar.
Artens utbredningsområde är Venezuela. Inga underarter finns listade i Catalogue of Life.